# Christian Gentner
Christian Gentner (Nürtingen, 14 augustus 1985) is een Duits voetballer die doorgaans op het middenveld speelt. Hij verruilde VfL Wolfsburg in 2010 voor VfB Stuttgart. Gentner debuteerde in 2009 in het Duits voetbalelftal.

## Erelijst
| Competitie             |               |               |               |               |
| Competitie             | Aantal        | Jaren         |               |               |
| VfB Stuttgart          | VfB Stuttgart | VfB Stuttgart | VfB Stuttgart | VfB Stuttgart |
| ---------------------- | ------------- | ------------- | ------------- | ------------- |
| Kampioen Bundesliga    | 1x            | 2006/07       |               |               |
| Kampioen 2. Bundesliga | 1x            | 2016/17       |               |               |
| VfL Wolfsburg          |               |               |               |               |
| Kampioen Bundesliga    | 1x            | 2008/09       |               |               |

1 Bredlow ·
2 Al-Dakhil ·
3 Hendriks ·
4 Vagnoman ·
5 Keitel ·
6 Stiller ·
7 Mittelstädt ·
8 Millot ·
9 Demirović ·
10 El Bilal ·
11 Woltemade ·
13 Krätzig ·
14 Jaquez ·
15 Stenzel ·
16 Karazor  ·
17 Diehl ·
18 Leweling ·
19 Faghir ·
20 Stergiou ·
21 Drljača ·
22 Kastanaras ·
23 Zagadou ·
24 Chabot ·
26 Undav ·
27 Führich ·
28 Nartey ·
29 Jeltsch ·
32 Rieder ·
33 Nübel ·
40 Raimund ·
41 Seimen ·
45 Chase ·
Coach: Hoeneß